# Pogonophryne macropogon
Pogonophryne macropogon är en fiskart som beskrevs av Eakin, 1981. Pogonophryne macropogon ingår i släktet Pogonophryne och familjen Artedidraconidae. Inga underarter finns listade i Catalogue of Life.